# South Whittier
Pour les articles homonymes, voir Whittier.
South Whittier est une census-designated place située dans le comté de Los Angeles, dans l’État de Californie. Sa population s’élevait à 56 415 habitants lors du recensement de 2020, dont une majorité de Latinos.

## Démographie
| Groupe            | South Whittier | Californie | États-Unis |
| ----------------- | -------------- | ---------- | ---------- |
| Blancs            | 58,9           | 57,6       | 72,4       |
| Autres            | 29,9           | 17,0       | 6,2        |
| Métis             | 4,1            | 4,9        | 2,9        |
| Asiatiques        | 4,0            | 13,1       | 4,8        |
| Afro-Américains   | 1,5            | 6,2        | 12,6       |
| Amérindiens       | 1,3            | 1,0        | 0,9        |
| Océaniens         | 0,3            | 0,4        | 0,2        |
| Total             | 100            | 100        | 100        |
|                   |                |            |            |
| Latino-Américains | 77,2           | 37,6       | 16,7       |

Selon l'American Community Survey, en 2010, 55,02 % de la population âgée de plus de 5 ans déclare parler l'espagnol à la maison, 40,08 % déclare parler l'anglais, 1,30 % le tagalog, 0,55 % une langue amérindienne et 3,06 % une autre langue.